# Station-service Teapot Dome
La station-service Teapot Dome est une station-service en forme de théière, dans la ville de Zillah (État de Washington), aux États-Unis. Construite en 1922, elle est un exemple d'architecture « canard », listée depuis 1985 sur le Registre national des lieux historiques.
De nombreuses folies de ce genre furent construites comme des attractions de bordure de route, lorsque le réseau routier américain s'est développé durant les années 1920 et 1930.
Adresse : Old State HW 12, Zillah.
Cette construction est un rappel du scandale du Teapot Dome (1922-1923), qui envoya le secrétaire d'État Albert Fall en prison, pour une affaire de corruption concernant notamment un champ pétrolifère dénommé Teapot Dome (Wyoming). Ce gisement a été dénommé d'après le Teapot Rock (en), formation rocheuse voisine dont la forme est comparée à une théière.